# Ihor Mosora
Ihor Iwanowycz Mosora, ukr. Ігор Іванович Мосора, ros. Игорь Иванович Мосора, Igor Iwanowicz Mosora (ur. 8 października 1959 w Rohatynie, w obwodzie iwanofrankowskim) – ukraiński piłkarz, grający na pozycji napastnika lub pomocnika.

## Kariera piłkarska

### Kariera klubowa
Rozpoczął karierę piłkarską w 1978 w drużynie Karpaty Lwów. Kiedy w 1982 odbyła się fuzja Karpat z klubem SKA Lwów przeniósł się do Nistru Kiszyniów. Razem z innymi byłymi karpatowcami Hryhorijem Batyczem, Jurijem Dubrownym, Wasylem Szczerbejem i Wiktorem Kopyłem pomógł klubowi zdobyć awans do Wyższej Ligi ZSRR. Potem został zaproszony do SKA Odessa, ale wkrótce odszedł z klubu. W 1984 został piłkarzem Prykarpattia Iwano-Frankiwsk. Następnie występował w Podilla Chmielnicki, dopóki nie zakończył kariery piłkarskiej w 1987 roku.

## Sukcesy i odznaczenia

### Sukcesy klubowe
- mistrz Pierwszej Ligi ZSRR: 1979

### Sukcesy indywidualne
- tytuł Mistrza Sportu ZSRR: 1979.